# Trieste (farkost)
Trieste var en batyskaf designad av Auguste Piccard och byggd i Trieste i Italien, 1953. USA:s flotta förvärvade farkosten 1958. 1960 blev den den första bemannade farkosten att nå världens största havsdjup, Challengerdjupet i Marianergraven i Stilla havet. Batyskafen är sedan 1980, utställd på National Museum of the United States Navy i Washington, D.C.

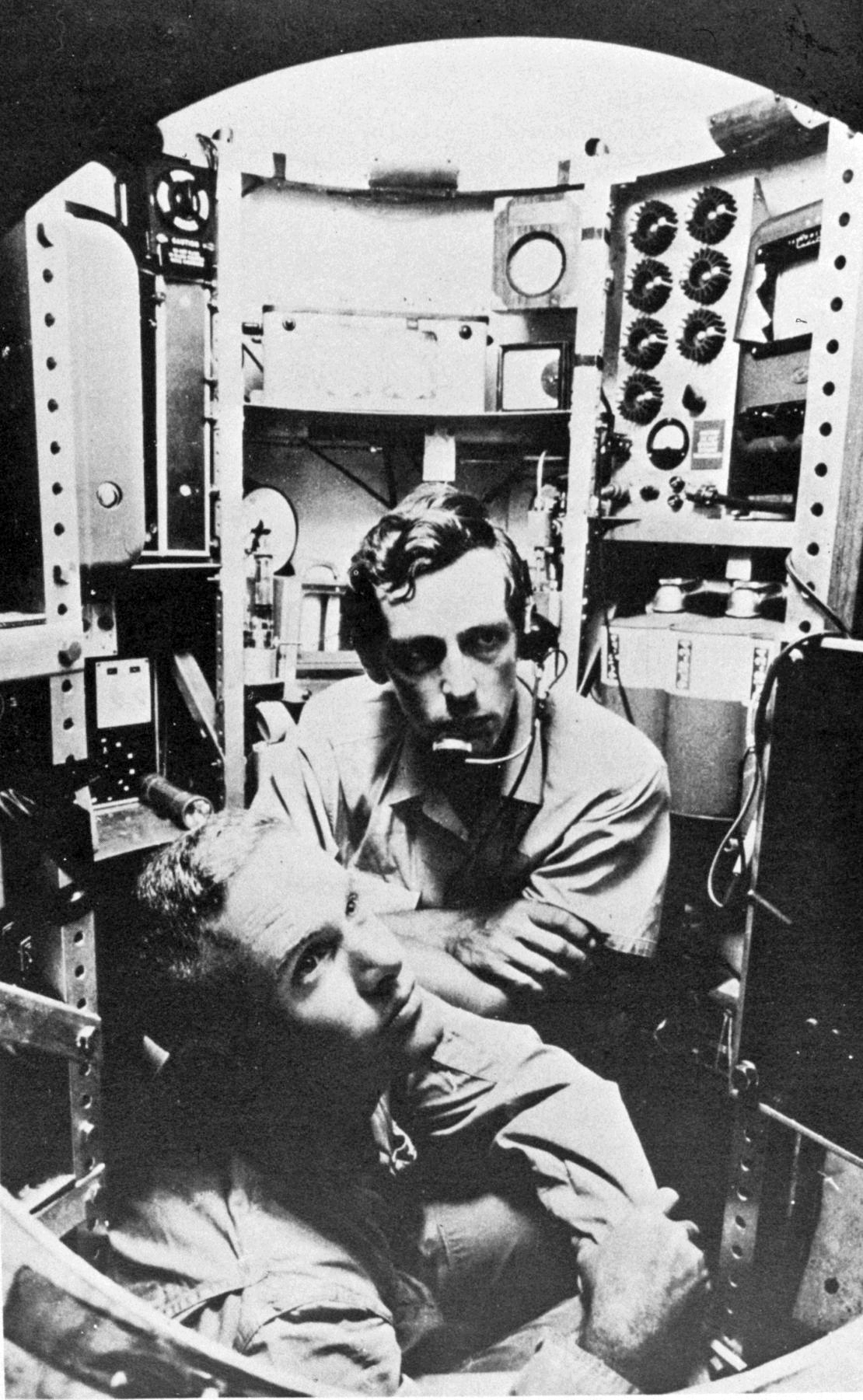
Jacques Piccard och Don Walsh ombord på Trieste.
Genomskärning av Trieste.